# Grup trivial
În matematică un grup trivial este un grup format dintr-un singur element. Toate aceste grupuri sunt izomorfe, așa că se vorbește adesea despre grupul trivial. Singurul element al grupului trivial este elementul neutru și deci este de obicei notat ca atare: {\displaystyle 0,1\,}, sau {\displaystyle e}, în funcție de context. Dacă se notează operația grupului astfel: {\displaystyle \,\circ \,,} atunci ea este definită prin {\displaystyle e\circ e=e.} 
De asemenea, un monoid trivial definit similar este și el un grup, deoarece singurul său element este propriul său invers, prin urmare, este același cu grupul trivial.
Grupul trivial este diferit de mulțimea vidă, care nu are elemente, prin urmare îi lipsește un element neutru, prin urmare nu poate fi un grup.

## Definiții
Având în vedere orice grup {\displaystyle G,} grupul constând doar din elementul neutru este un subgrup al {\displaystyle G,} și, fiind grupul trivial, se numește subgrupul trivial al lui {\displaystyle G.}
Când se referă la afirmația „{\displaystyle G} nu are subgrupuri proprii netriviale”, termenul se referă la faptul că singurele subgrupuri ale lui {\displaystyle G} sunt grupul trivial {\displaystyle \{e\}} și grupul {\displaystyle G} însuși.

## Proprietăți
Grupul trivial este un grup ciclic⁠(d) de ordinul {\displaystyle 1}; ca atare poate fi notat {\displaystyle \mathrm {Z} _{1}} sau {\displaystyle \mathrm {C} _{1}.} Dacă operația grupului este numită „adunare”, grupul trivial este de obicei notat prin {\displaystyle 0.} Dacă operația grupului este numită „înmulțire”, atunci {\displaystyle 1} poate fi o notație pentru grupul trivial. Combinarea acestora conduce la inelul nul în care operațiile de adunare și înmulțire sunt identice și {\displaystyle 0=1.}
Grupul trivial servește ca obiect zero⁠(d) în categoria grupurilor, ceea ce înseamnă că este atât un obiect inițial⁠(d) cât și un obiect final⁠(d).
Grupul trivial poate fi transformat într-un grup ordonat biliniar echipându-l cu ordinea nestrictă {\displaystyle \,\leq .}.